# Ronnie O'Sullivan
Ronald Antonio O'Sullivan, OBE (* 5. prosince 1975 ve Wordsley) je profesionální hráč a sedminásobný mistr světa ve snookeru. Jeho sportovní přezdívka je Raketa (podle rychlosti své hry, potažmo rychlosti budování náběhu).
Snookeru se věnuje již od 6 let. Svůj první stobodový náběh uhrál již v 10 letech. Ve 13 letech se stal britským šampionem do 16 let. Profesionálním hráčem se stal roku 1992. Vyhrál 38 zápasů v řadě a vytvořil tak nový rekord. Po prvních dvou sezónách byl již mezi 16 nejlepšími hráči snookeru ve světovém žebříčku. Potom ale byli uvězněni jeho rodiče (otec za vraždu, matka za daňový únik) a Ronnie se měl postarat o svou sestru. Dal ji ale na starost známým a začal kouřit marihuanu a pít alkohol. Když jeho matku propustili, vyhodila ho z domu, ale za pár týdnů se usmířili a Ronnie se vrátil domů. Tyto události se odrážely i na jeho hře.
V roce 1998 mu byl odebrán titul z Irish Masters, protože neprošel protidrogovým testem. Navštívil léčebné centrum Priory, kde se zbavil závislostí, ale necítil se moc dobře. Nejhůře se prý cítil před Mistrovstvím světa 2001, kdy chtěl skončit s kariérou. Toto mistrovství nakonec vyhrál a konec kariéry si rozmyslel.
I v současné době má Ronnie hodně kolísavé výkony, které způsobuje jeho nevyzpytatelná psychika. Odborníci tvrdí, že pokud by měl Ronnie psychiku v pořádku, byl by prakticky neporazitelný. I přesto je Ronnie "Raketa" O'Sullivan zřejmě nejoblíbenějším hráčem snookeru.
31. prosince 2015 mu královna Alžběta II. udělila za sportovní výkony Řád britského impéria v třídě důstojníka.
10. března 2019 dosáhl na turnaji Players Championship jako první hráč historie tisící stobodový náběh (century break).
16. srpna 2020 vyhrál 6. titul na Mistrovství světa v Sheffieldu, kde porazil Kyrena Wilsona poměrem 18-8.
2. května 2022 vyhrál 7. titul na Mistrovství světa v Sheffieldu, kde porazil Judda Trumpa 18-13 a vyrovnal tak v počtu titulů Stephena Hendryho, který dosud držel nejvíce titulů mistra světa. Stal se také nejstarším vítězem Mistrovství světa. (paradoxně, vzhledem k tomu, že v roce 1993 se stal nejmladším vítězem britského mistrovství a v roce 1995 nejmladším vítězem Masters).
Drží světový rekord v rychlosti zahrání nejvyššího breaku, 5 minut a 8 sekund.

## Úspěchy
38 vítězství v bodovaných turnajích (15x byl poražen ve finále).
- 1993, 1997, 2001, 2007, 2014, 2017, 2018, 2023 vyhrál UK Championship
- 1994 vyhrál British Open
- 1996 vyhrál Asian Classic
- 1996 vyhrál German Open
- 1998, 2000 vyhrál Regal Scottish
- 1999, 2000 vyhrál China Open
- 2001, 2004, 2008, 2012, 2013, 2020 a 2022 vyhrál mistrovství světa
- 2003 vyhrál European Open
- 2003, 2005 vyhrál Irish Masters
- 2004, 2005 vyhrál Welsh Open
- 2004 vyhrál Grand Prix
- 2008 vyhrál Northern Ireland Trophy
- 2009 vyhrál Shanghai Masters
- 2010 vyhrál Power Snooker Event
- 2012 vyhrál German Masters
- 2013 vyhrál Paul Hunters Classic
- 2014, 2016 vyhrál British Masters
- 2014, 2016 vyhrál Welsh Open
- 2019 vyhrál Players Championship
- 2019 vyhrál Tour Championship
- 15x dosáhl 147 bodového náběhu (breaku)

Na turnajích vyhrál více než 10,800,000 £.